# District de Dongsheng
Le district de Dongsheng (chinois simplifié : 东胜区 ; pinyin : dōngshèng qū) est une subdivision administrative de la région autonome de Mongolie-Intérieure en Chine. Il est placé sous la juridiction de la ville-préfecture d'Ordos.
Dongsheng était le centre-ville de la ville-préfecture d'Ordos avant que ne soit construite la ville nouvelle de Kangbashi.